# 3D-сканер

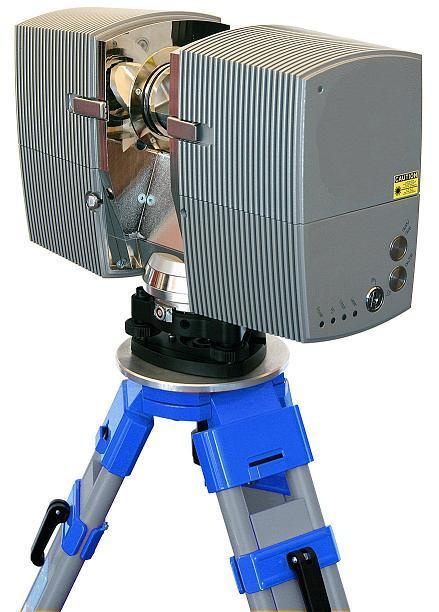
3D-сканер на треноге

3D-сканер — периферийное устройство, анализирующее форму предмета и на основе полученных данных создающее его 3D-модель.
3D-сканеры делятся на два типа по методу сканирования:
- Контактный, такой метод основывается на непосредственном контакте сканера с исследуемым объектом.
- Бесконтактный
  - Активные сканеры: излучают на объект некоторые направленные волны и обнаруживают его отражение для анализа: чаще всего используется светодиодный или лазерный луч, реже — рентгеновские лучи, инфракрасное излучение или ультразвук.
  - Пассивные сканеры: не излучают ничего на объект, а полагаются на обнаружение отражённого окружающего излучения. Большинство сканеров такого типа обнаруживает видимый свет — легкодоступное окружающее излучение.

Полученные методом сканирования 3D-модели в дальнейшем могут быть обработаны средствами САПР и, в дальнейшем, могут использоваться для разработки технологии изготовления (CAM) и инженерных расчётов (CAE). Для вывода 3D-моделей могут использоваться такие средства, как 3D-монитор, 3D-принтер или фрезерный станок с поддержкой G-кода.